# Al Capone
Alphonse Gabriel "Al" Capone (17 tháng 1 năm 1899 - 25 tháng 1 năm 1947), thường được biết đến với biệt danh "Scarface" (mặt sẹo), là một trùm gangster người Mỹ, đồng thời cũng là thương gia. Al Capone, cùng với Johnny Torrio thành lập tổ chức mafia Chicago Outfit (gọi tắt là The Outfit) trong thời kỳ cấm rượu. Thời kì lãnh đạo tổ chức của Capone kéo dài 7 năm và kết thúc khi ông 33 tuổi. Hệ thống tội phạm của Capone nổi lên vào những năm 1920 ở Chicago bằng những cuộc chiến băng đảng đẫm máu để giành quyền kiểm soát và phân phối rượu lậu. Từ đó, The Outfit của Capone được biết đến với các hoạt động buôn lậu rượu và các hoạt động bất hợp pháp khác như cờ bạc, mại dâm, tống tiền, cho vay nặng lãi, hối lộ các chính trị gia và những vụ thanh toán băng đảng. Nổi tiếng nhất có lẽ là vụ thảm sát Valentine xảy ra vào ngày 14 tháng 2 năm 1929, khi Al Capone ra lệnh cho 4 tên đàn em của hắn vũ trang 2 khẩu Tommy và 2 khẩu shotgun để thủ tiêu 7 người của Geroge "Bugs" Moran hòng trả thù. Sau hơn 100 viên đạn, cả 7 người của Moran đều chết. Al Capone bị FBI bắt được sau hơn 2 năm gây ra vụ thảm sát.

## Tiểu sử
Al Capone sinh tại Brooklyn, New York vào ngày 17 tháng 1 năm 1899. Cha của Al Capone là Gabriele Capone, một người Ý di cư. Năm 1894, Gabriele vượt đại dương sang Hoa Kỳ. Cùng đi với Gabriele là bà vợ đang mang bầu Teresina, 27 tuổi, và hai cậu con trai, cậu cả Vicenzo 2 tuổi và đứa út Raffaele còn chưa thôi nôi. Gia đình Capone định cư tại Brooklyn, gần một doanh trại hải quân. Apone sinh ra tại quận Brooklyn ở Thành phố New York trong một gia đình di dân người Ý, Capone dính líu vào các hoạt động băng đảng ở tuổi thanh niên sau khi bị đuổi khỏi trường học khi lên 14 tuổi. Trong thời kỳ tuổi đôi mươi, Capone chuyển đến Chicago với mục đích tận dụng lợi thế, nhằm tạo cơ hội mới để thực hiện buôn lậu rượu trong thời kỳ cấm rượu ở thành phố này. Capone cũng tham gia vào các hoạt động tội phạm khác, bao gồm cả hối lộ các quan chức chính quyền và tổ chức mại dâm. Mặc dù hành nghề bất hợp pháp, Capone cũng đã trở một nhân vật được công chúng coi trọng. Ông đã đóng góp cho nỗ lực từ thiện khác nhau bằng cách sử dụng tiền kiếm được từ các hoạt động của mình, và đã nhiều người cho là một "Robin Hood thời hiện đại".